# Phyllanthus eurisladro
Phyllanthus eurisladro là một loài thực vật có hoa trong họ Diệp hạ châu. Loài này được Mart. ex Colla miêu tả khoa học đầu tiên năm 1836.